# Maechidius algonus
Maechidius algonus är en skalbaggsart som beskrevs av Britton 1957. Maechidius algonus ingår i släktet Maechidius och familjen Melolonthidae. Inga underarter finns listade i Catalogue of Life.